# Genii Capital
Genii Capital é empresa de consultoria financeira e gerenciamento de investimentos, que é especializada em gerenciamento de marcas, tecnologias, automobilismo e em diversas atividades de capital de risco. Foi criada em 2008 por dois investidores de Luxemburgo, Gerard Lopez e Eric Lux, e tem interesse especial nos mercados emergentes, tais como os dos países do BRIC (Brasil, Rússia, Índia e China). A Genii Capital tem sua atenção voltada a diversos veículos de investimentos e oferece serviços de consultoria sobre assuntos variados, tais como a preparação de uma IPO, o desenvolvimento de negócios conjuntos, fusões e aquisições e mercados de capitais. Como resultado de uma iniciativa de reestruturação em 2011, a Genii Capital se encontra agora na divisão financeira do The Genii Group, um empreendimento global que coordena as atividades de Lux e Lopez.

## Participações da Genii

### Formula 1
Em 16 de dezembro de 2009 foi anunciado que a Genii compraria uma grande parte da equipe Renault de Fórmula 1. A Genii venceu a concorrência da Prodrive, dirigida por David Richards, na negociata. A Genii irá, provavelmente, fazer a fusão do programa de desenvolvimento de piloto da Renault (Renault Driver Development) com uma empresa sua, a Gravity Sport Management, a qual gerencia pilotos como Ho-Pin Tung, que foi recentemente testado pela equipe da Renault e, também, Christian Vietoris.
Em 8 de dezembro de 2010, a Renault anunciou publicamente que venderia seus 25% restantes de ações da equipe de Enstone, equipe de Fórmula 1 da Renault, para a Genii Capital, que se tornou, a partir daquele momento, acionista única. O Grupo Lotus logo tornou-se parceiro da equipe, a qual foi renomeada de Lotus Renault GP. Ficou combinado que no futuro, a empresa construtora de carros, iria adquirir uma boa parte da Lotus Renault GP. A equipe passou a se chamar Lotus F1 Team a partir de 2012. Após a Lotus F1 Team sofrer uma grave crise financeira, a Renault, em dezembro de 2015, comprou a equipe de volta.

### Outras
"GENII" é um acrônimo para Gerard and Eric Investment Interests.
Em 26 de janeiro de 2009, a PHC Aquis itions LLC, uma afiliada da Genii Capital, fez uma oferta de compra para a Polaroid Holding Company. O acordo incluiu a compra dos direitos autorais da Polaroid, nome e marca.
Em 7 de janeiro de 2010 foi anunciado que a Genii faria uma oferta em dinheiro para suíça Saab Automobile, oferta essa feita em parceria com o chefe comercial da Formula Um Bernard Ecclestone. Na época, Lars Carlstroem, porta-voz da Genii, disse "É uma oportunidade única e estamos surpresos que outros investidores não a tenham enxergado...[Genii] adora marcas e a Saab é uma marca tão poderosa quanto a Porsche e a BMW.” No fim a oferta foi recusada.
Em dezembro de 2011, foi anunciado que a Genii Capital promoveria uma oferta de $35 milhões para financiamento da Zink Imaging, uma empresa de tecnologia de impressão, financiamento esse a ser feito através da Genii Business Exchange.

## Estratégia de expansão
Em 29 de julho de 2011, a Genii Capital, que já tinha negócios na Europa, Ásia e Estados Unidos, desembarcou no Brasil através de uma joint venture com o WWI Group. Isso faz parte da estratégia atual de expansão da Genii nos países do Bric.